# Vescomtat d'Orleans
El vescomtat d'Orleans fou una funció feudal de França.
El vescomtat d'Orleans no era una jurisdicció sinó que el vescomte era auxiliar del comte que des de 866 era un menor d'edat, Odo de França, després rei. Odó estava sota tutela d'Hug l'Abat que hauria instal·lat un vescomte. El 886 ja amb Odó al front del comtat, apareix com a vescomte Aubri I que va tenir tres fills, Jofre, Gautier i Bettó. El primer fou vescomte d'Orleans vers 933 a 942, i està documentat en una carta de maig del 939. El seu germà Gautier fou bisbe de Sens (a sens hi va haver dos bisbes Gautier en aquesta època, Gautier I del 887 al 923 i Gautier II del 923 al 927) i l'altre germà Bettó fou bisbe d'Auxerre (vers 909-920).
Jofre va deixar segurament dos fills, Gerberga (+ abans de 952), casada amb Folc II el Bos comte d'Anjou (+958), i Aubri II. Aquest fou vescomte d'Orleans (vers 942-986). Apareix en cartes del 957 i 966. S'ha suggerit que podria ser el mateix personatge que Alberic o Aubri II comte de Mâcon i Besançon (965-976) que no obstant és considerat fill de Letald (el pare del qual també es deia Alberic o Aubri) i la suposició es basa principalment en el fet que la filla d'Aubri II de Mâcon hauria heretat els béns patrimonials dels vescomtes d'Orleans que va aportar al seu marit Jofre I del Gatinais (mort abans del 1000) però hi ha altres explicacions. Les possibles relacions entre la casa de vescomtes d'Orleans i els comtes del Gâtinais estan detallades en els quadres que es poden veure a l'article "comtat del Gâtinais".
El 986 el comtat va passar a la corona i en endavant fou administrat per oficials reials; els béns patrimonials dels vescomtes van passar a la casa del Gâtinais.

## Llista de vescomtes
- Aubri I d'Orleans vers 886-vers 933
- Jofre d'Orleans vers 933-942
- Aubri II d'Orleans vers 942-abans de 986